# 奧利弗鎮區 (阿肯色州斯科特縣)
奧利弗鎮區（英語：Oliver Township）是位於美國阿肯色州斯科特縣的一個行政鎮區。

## 地方資料
奧利弗鎮區的面積為57.17平方千米，當中陸地面積為55.18平方千米，而水域面積為1.99平方千米。根據2010年美國人口普查的數據，當地共有人口59人，而人口密度為每平方千米1.03人。